# Калоплака Ахти
Калоплака Ахти (лат. Caloplaca ahtii) — лишайник семейства Телосхистовые, вид рода Калоплака.
Впервые выявлен в Финляндии, официально был описан как новый вид в 1994 году Ульриком Сектингом (Ulrik Søchting). Типовой образец был найден на тополе. Видовой эпитет дан в честь финского лихенолога Теуво Ахти.

## Описание
Накипный лишайник. Слоевище поверхностно-разбросанное, чаще незаметное, бледно-серое. Апотеции рассеянные, диаметром около 0,4 мм от ярко-жёлтого до оранжевого цвета, иногда с бледно-серым краем диска, который быстро исчезает. Споры 10,5—13×5—7 мкм с перегородкой 2—5 мкм.

## Среда обитания и распространение
Бореальный лишайник.
Известный из Швеции, Норвегии, Финляндии, Северной Америке.
В России указывался из европейской части (северо-западные регионы, Оренбургская, Самарская области, Среднего Урала, Сибири, Дальнего Востока.